# Amadeu
Amadeu Cristello Nunes da Cunha, noto semplicemente come Amadeu (Gabela, 6 aprile 1966), è un ex calciatore angolano, di ruolo difensore.

## Carriera

### Club
Ha giocato in Angola e Portogallo.

### Nazionale
Con la Nazionale angolana preso parte alla Coppa d'Africa 1996.